# 廖力强
廖力强（1964年7月—），男，湖南醴陵人，武汉大学外语系法国语言文学专业学士，法国国家行政学院公共行政硕士，中华人民共和国政治人物、外交官，曾任中华人民共和国驻比利时王国特命全权大使，现任中华人民共和国驻阿拉伯埃及共和国特命全权大使。

## 生平
1986年，毕业于武汉大学外语系法语专业，进入中华人民共和国外交部工作，先后在外交部翻译室、驻塞内加尔大使馆、外交部西欧司、外交部办公厅、国务院外事办公室、中央外事工作领导小组办公室任职，后升任中央外办参赞。1999年，任外交部新闻司参赞。2002年，任四川省绵阳市市长助理。2003年，任外交部办公厅参赞。2008年，任国务院办公厅秘书（正司级干部）。2011年5月，出任中华人民共和国驻比利时大使。2014年，任外交部外事管理司司长。2019年6月，出任中华人民共和国驻埃及大使兼驻阿盟全权代表。

## 家庭
已婚，有一女。